# NGC 4843
NGC 4843 é uma galáxia espiral (S0-a) localizada na direcção da constelação de Virgo. Possui uma declinação de -03° 37' 17" e uma ascensão recta de 12 horas, 58 minutos e 00,9 segundos.
A galáxia NGC 4843 foi descoberta em 11 de Março de 1787 por William Herschel.